# Fiammetta Baralla
Fiammetta Baralla, (pseudónimo de Beatrice Bentivoglio, Roma, 2 de maio de 1943 - Roma, 7 de setembro de 2013) foi uma atriz italiana. Além da sua participação em várias dezenas de filmes, foi muito popular nos anos 60 no teatro de vanguarda.

## Biografia
É filha do actor Orlando Baralla. O sobrenome Bentivoglio vem do fato de que sua mãe teve um segundo casamento com o conde Bentivoglio: então Fiammetta é também irmã do actor Galeazzo Benti, filho do conde.
Começou trabalhar no cinema em 1957, no filme La ragazza del palio, sob a direção de Luigi Zampa. 
Nos anos seguintes, ela trabalhou em filmes como actriz caracterista devido ao seu porte robusto (Ramba cómica, ou também a Sargenta que só comanda homens). Nesses últimos anos, trabalhou sobretudo na televisão, em novelas de sucesso, como Don Matteo.
Sofreu um ictus cerebral em verão de 2013 e faleceu numa clinica de Roma em 7 de setembro do mesmo ano.; 

## Trabalhos

### Televisão
- 1943: un incontro, realização de Alfredo Giannetti - telefilme (1969)
- Macaronì (Les ritals), realização de Marcel Bluwal - telefilme (1991)
- Maria Goretti, realização de Giulio Base - telefilme (2003)

### Cinema
- Donne, botte e bersaglieri, realização de Ruggero Deodato (1968)
- Pensiero d'amore, realização de Mario Amendola (1969)
- Zenabel, realização de Ruggero Deodato (1969)
- Per grazia ricevuta, realização de Nino Manfredi (1971)
- Trastevere, realização de Fausto Tozzi (1971)
- Quando le donne persero la coda, realização de Pasquale Festa Campanile (1972)
- C'eravamo tanto amati, realização de Ettore Scola (1974)
- Il sergente Rompiglioni diventa... caporale, realização de Mariano Laurenti (1975)
- Morte sospetta di una minorenne, realização de Sergio Martino (1975)
- Classe mista, realização de Mariano Laurenti (1976)
- 40 gradi all'ombra del lenzuolo, realização de Sergio Martino (1976)
- La vergine, il toro e il capricorno, realização de Luciano Martino (1977)
- Tutto suo padre, realização de Maurizio Lucidi (1978)
- La città delle donne, realização de Federico Fellini (1980)
- Fracchia la belva umana, realização de Neri Parenti (1981)
- Storia di Piera, realização de Marco Ferreri (1983)
- Vediamoci chiaro, realização de Luciano Salce (1984)
- I pompieri, realização de Neri Parenti (1985)
- Il ragazzo del Pony Express, realização de Franco Amurri (1986)
- 7 chili in 7 giorni, realização de Luca Verdone (1986)
- Da grande, realização de Franco Amurri (1987)
- C'era un castello con 40 cani, realização de Duccio Tessari (1990)
- Year of the Gun, realização de John Frankenheimer (1991)
- Roma Ovest 143, episódio de Intolerance, realização de Paolo Virzì (1996)
- L'amico di Wang, realização de Carl Haber (1997)
- Tobia al caffè, realização de Gianfranco Mingozzi (2000)
- Le giraffe, realização de Claudio Bonivento (2000)
- Mari del sud, realização de Marcello Cesena (2001)